# گوزنی
گوزنی یک رنگ پریده قهوه‌ای رنگ است که رنگ پژمرده شاخ و برگ یا خاک شنی در آیش زمین کشاورزی است.
گوزنی یکی از قدیمی‌ترین نام‌های رنگ در انگلیسی است. نخستین استفاده ثبت‌شده از گوزنی به عنوان نام رنگ در انگلیسی در سال ۱۰۰۰ بود. این رنگ در طول تاریخ اغلب برای توصیف پوشش برخی از جانوران مانند گوزن زرد به کار می‌رفت.

## جستارهای بیشتر

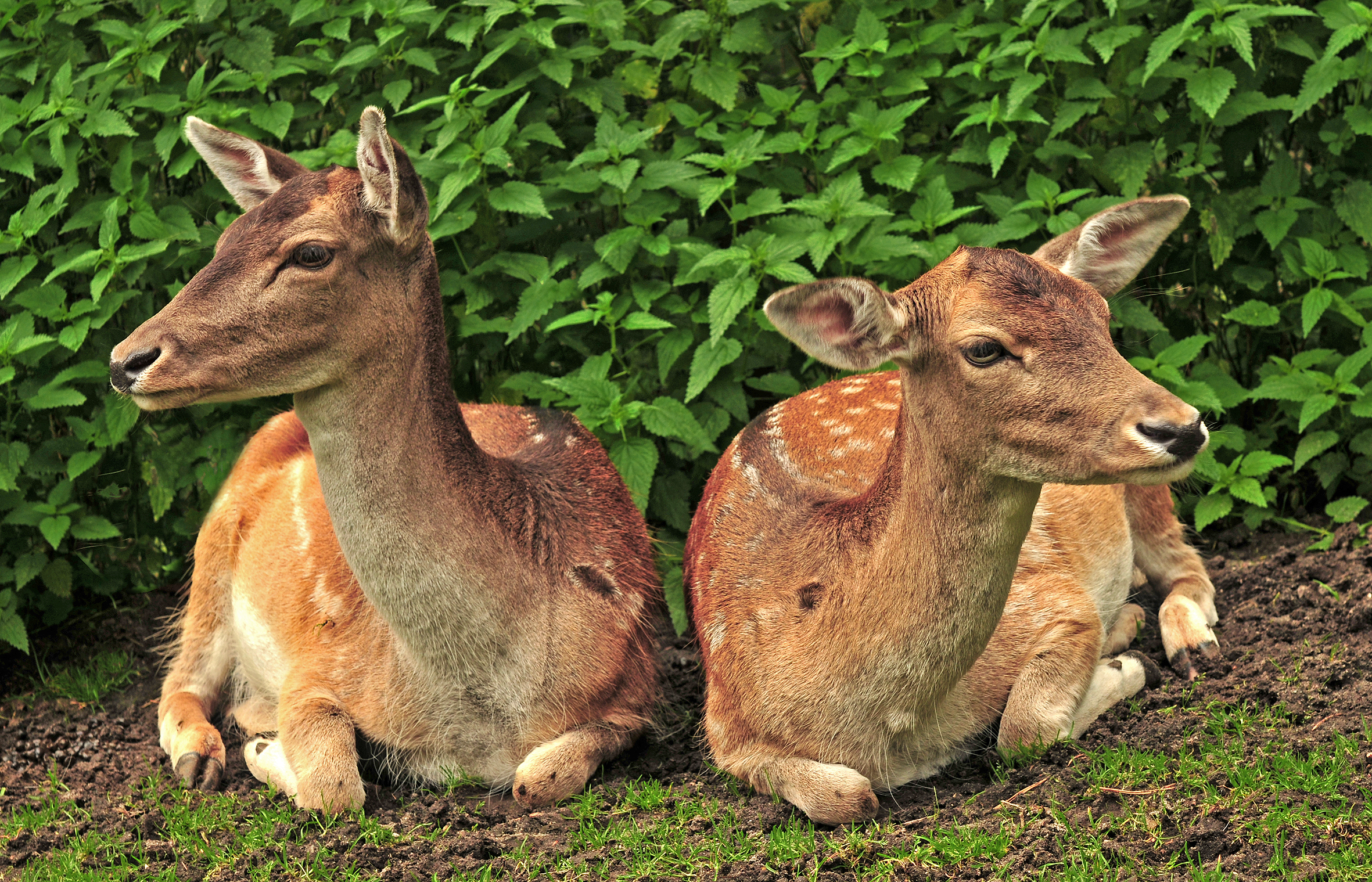
گوزن زرد

- فهرست‌های رنگ‌ها